# Magliano in Toscana
Magliano in Toscana är en ort och kommun i provinsen Grosseto i regionen Toscana i Italien. Kommunen hade 3 452 invånare (2018).